# Хижки
Хижки́ (укр. Хижки, [xɪˈʒkɪ], произношениео файле) — село, Хижковский сельский совет, Конотопский район, Сумская область, Украина.
Код КОАТУУ — 5922088401. Население по переписи 2001 года составляло 491 человек.
Является административным центром Хижковского сельского совета, в который, кроме того, входит село
Прилужье.

## Географическое положение
Село Хижки находится на левом берегу реки Сейм,
выше по течению на расстоянии в 9 км расположено село Нечаевка,
ниже по течению на расстоянии в 4 км расположено село Камень.
Река в этом месте извилистая, образует лиманы, старицы и заболоченные озёра.

## История
- Возле села сохранились поселения периода неолита и периода бронзы, городище и поселение скифов, городище северян — так называемый «городок» (VIII—X вв.).
- Село Хижки основано в первой половине XVII века. Некоторое время принадлежало к территории Речи Посполитой (Черниговское воеводство).

## Экономика
- ООО «Хижковское».

## Достопримечательности
- Братская могила советских воинов.

## Религия
- В 1776 году была возведена каменная Кресто-Вознесенская церковь (разрушена по приказу Совета в вопросах религии при Совете министров СССР от 19 марта 1986 года). Последний раз служба в церкви правилась в 1970 году.

## События
- 19 августа 2010 года отмечалось 400-летие села.